# Nigrosabulum globosum
Nigrosabulum globosum är en svampart som beskrevs av Malloch & Cain 1970. Enligt Catalogue of Life ingår Nigrosabulum globosum i släktet Nigrosabulum, ordningen köttkärnsvampar, klassen Sordariomycetes, divisionen sporsäcksvampar och riket svampar, men enligt Dyntaxa är tillhörigheten istället släktet Nigrosabulum, familjen Bionectriaceae, ordningen köttkärnsvampar, klassen Sordariomycetes, divisionen sporsäcksvampar och riket svampar. Arten är reproducerande i Sverige. Inga underarter finns listade i Catalogue of Life.